# Terje Rypdal
Terje Rypdal (* 23. srpna 1947 Oslo) je norský jazzový kytarista a hudební skladatel.
Má klasické hudební vzdělání, na Univerzitě v Oslu byl žákem skladatele Finna Mortensena. V šedesátých letech byl členem beatové skupiny The Vanguards a také vedl orchestr při inscenaci muzikálu Vlasy v Oslu. Od roku 1968 začal hrát s Janem Garbarkem, jeho kytarový styl byl ovlivněn postupy free jazzu, vážné hudby i jazz rocku. Používá kytaru Fender Stratocaster. Spolupracoval mj. s Miroslavem Vitoušem, Lesterem Bowiem, Jackem DeJohnettem, Karin Krogovou a Palle Mikkelborgem. Patří k hlavním akvizicím firmy ECM Records. Jeho skladby byly použity ve filmu Nelítostný souboj.
Jeho album Odyssey bylo oceněno Deutscher Schallplattenpreis. V letech 1981, 1995 a 2005 získal nejvýznamnější norskou hudební cenu Spellemannprisen. V roce 2012 byl uveden do Rockheim Hall of Fame, norské rokenrolové síně slávy.
Byl dvakrát ženatý, první manželkou v letech 1969–1985 byla zpěvačka Inger Lise Rypdalová (* 1949) , v roce 1988 se oženil s Elin Kristin Bergei (* 1955). Má čtyři potomky, syn Jakob Terjesønn Rypdal je uznávaným představitelem elektronické hudby.

## Diskografie
- 1968: Bleak House
- 1971: Terje Rypdal
- 1973: What Comes After
- 1974: Whenever I Seem to Be Far Away
- 1975: Odyssey
- 1976: After the Rain
- 1977: Waves
- 1979: Terje Rypdal / Miroslav Vitouš / Jack DeJohnette
- 1980: Descendre
- 1981: To Be Continued
- 1984: Eos
- 1985: Chaser
- 1987: Blue
- 1989: The Singles Collection
- 1990: Undisonus
- 1991: Q.E.D.
- 1995: If Mountains Could Sing
- 1997: Skywards
- 1997: Rypdal & Tekrø
- 1997: Rypdal/Tekrø II
- 2000: Double Concerto / 5th Symphony
- 2002: Lux Aeterna
- 2002: The Radiosong
- 2002: Birgitte Stærnes Sonata Op.73 / Nimbus Op.76
- 2002: Selected Recordings
- 2006: Vossabrygg
- 2010: Crime Scene
- 2012: Odyssey In Studio & In Concert
- 2013: Melodic Warrior
- 2020: Conspiracy